# Каскадная система фильтров
Каскадная система фильтров — это последовательное соединение адаптивных или детерминированных фильтров (радиотехнических), обеспечивающие повышение фильтрующих свойств системы. Цепочка фильтров (радиотехнических) позволяет добиться аналогичного результата, что и один эквивалентный более сложный, дорогостоящий фильтр. Составляющие каскадов — фильтры могут быть простыми фильтрами (низких порядков). В работе А. В. Оппенгейма и Р. В. Шаффера отмечено, что в качестве эквивалентного линейного фильтра высокого порядка с резкими спадами характеристики АЧХ можно построить цепочку простых линейных фильтров малого порядка.
Из теории линейный дискретных цепей (ЛДЦ) известно, что передаточная характеристика каскадной системы фильтров Hk(z) (последовательно включенных фильтров — каскада фильтров) из N штук, равна произведению передаточных характеристик фильтров в каскаде H1(z),H2(z),H3(z),…HN(z), выражение (1).
Hk(z) = H1(z)·H2(z)·H3(z)·…·HN(z) (1)
Импульсная характеристика каскадной системы фильтров hk(t) получается в результате свертки всех импульсных характеристик h1(t), h2(t), h3(t),….hN(t) фильтров каскадов (2).
hk(t)=h1(t)*h2(t)*h3(t)*…*hN(t) (2)
Длина импульсной характеристики эквивалентного фильтра в этом случае равна L1+L2+L3+1+1…, или L·N + N −1, где L — порядок фильтра, N — порядок каскада (число фильтров в каскаде).